# Dublin North-West
Dublin North West is een kiesdistrict in de Republiek Ierland voor de verkiezingen voor Dáil Éireann, het lagerhuis van het Ierse parlement. Het omvat een deel van de noordelijke buitenwijken van de stad Dublin en een deel van het graafschap. Bij de verkiezingen in 2007 woonden er 49.036 kiesgerechtigden, die 3 leden voor de Dáil konden kiezen.
Bij de verkiezingen in 2007 veranderde er niets in dit district. Alle drie zittende TD's werden herkozen, zodat Fianna Fáil hier 2 zetels blijft innemen en Labour 1 zetel. Een van de FF-TD's is Noel Ahern, een broer van de Taoiseach.
In 2016 was North-West een van de twee districten waar de nieuwe partij de Social Democrats een zetel wist te winnen. De andere twee zetels in het district gingen naar Sinn Féin en Fine Gael.

## Referendum
Bij het abortusreferendum in 2018 stemde in het kiesdistrict 73,1% van de opgekomen kiezers voor afschaffing van het abortusverbod in de grondwet.